# Formica canadensis
Formica canadensis es una especie de hormiga del género Formica, familia Formicidae. Fue descrita científicamente por Santschi en 1914.
Se distribuye por Canadá y los Estados Unidos. Se ha encontrado a elevaciones de hasta 3220 metros. Vive en microhábitats como rocas, piedras, arbustos en el suelo y forraje.